# 1974 في فنزويلا
فيما يلي قوائم الأحداث التي وقعت خلال عام 1974 في فنزويلا.

## سياسة

### تعيين في المنصب
- 23 يناير – أوكتافيو باج عضو مجلس شيوخ فنزويلا ‏.
- 12 مارس – رفائيل كالديرا عضو مجلس نواب فنزويلا ‏.
- 12 مارس – كارلوس أندريس بيريز رئيس فنزويلا.

### انتهاء فترة المنصب
- 23 يناير – أوكتافيو باج عضو مجلس نواب فنزويلا ‏.

## رياضة
- 1 يناير – الدوري الفنزويلي الممتاز 1974 الفائز ديبورتيفو غاليسيا.

## مواليد

### يناير
- 6 يناير – ميلكا تشولينا
- 28 يناير – أوسكار هينريكز لاعب كرة قاعدة فنزويلي.

### فبراير
- 21 فبراير – غوستافو هرنانديز بيريز مخرج أفلام فنزويلي.

### مارس
- 11 مارس – بوبي آبرو لاعب كرة قاعدة فنزويلي.

### أبريل
- 15 أبريل – مارينا بينكومو

### مايو
- 24 مايو – ماريا فينتو كابتشي لاعبة كرة مضرب فنزويلية.

### يونيو
- 18 يونيو – كارلوس منديز لاعب كرة قاعدة فنزويلي.

### أغسطس
- 1 أغسطس – ليوناردو جارديم
- 23 أغسطس – أليخاندرو فريري لاعب كرة قاعدة فنزويلي.

### سبتمبر
- 10 سبتمبر – سيباستيان غوتيرز

### أكتوبر
- 3 أكتوبر – أليكس راميريز لاعب كرة قاعدة فنزويلي.
- 14 أكتوبر – جيوفاني بيريز لاعب كرة قدم فنزويلي.

### نوفمبر
- 4 نوفمبر – كارلوس مندوزا لاعب كرة قاعدة فنزويلي.
- 12 نوفمبر – طارق العيسمي سياسي فنزويلي.

### ديسمبر
- 12 ديسمبر – سكارليت أورتيز ممثلة فنزويلية.